# Roger de Damas

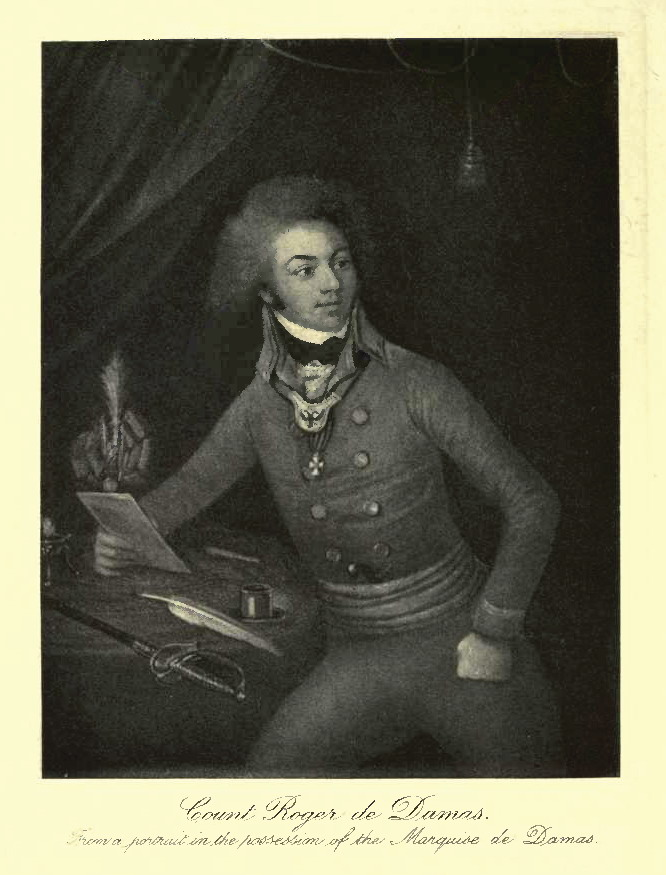
Comte Roger de Damas

Comte Joseph Élisabeth Roger de Damas D’Antigny (* 1765; † 18. September 1823) war ein französischer Graf, General und Bruder von Joseph-François-Louis-Charles de Damas.

## Leben
Er trat in seinem zwölften Jahr in das Régiment du roi ein, aus dem er desertierte und in russische Dienste trat.  1787 machte er den Krieg gegen die Türken mit. Ein kühner und glücklicher Angriff auf das türkische Flaggschiff sowie sein Sturm auf Otschakow gewannen ihm die Gunst der Kaiserin Katharina II. von Russland, die ihn zum Obersten ihrer Armee beförderte. Gegen Ende 1789 kehrte er nach Paris zurück, ging aber nach dem Ausbruch der Revolution nach Wien, erhielt in Jassy den Befehl über ein russisches Regiment und hatte großen Anteil an der Eroberung von Ismail.
Im September 1792 begleitete er den Grafen Charles von Artois, den späteren König Karl X., in die Champagne.  Nach dem kläglichen Ende dieses Feldzugs ging er nach Sankt Petersburg und nach England und befehligte dann in der Armee der Emigranten des Prinzen Condé eine Legion in den Feldzügen von 1796 und 1797.
Als die Armee Condés in russischen Sold trat, ging er nach Italien, erhielt in Neapel das Kommando einer Division unter Karl Macks Oberbefehl, und seine Division war die einzige in diesem schmählichen Feldzug, die ihre militärische Ehre bewahrte. Auch 1805 zeichnete er sich als Befehlshaber neapolitanischer Truppen aus. 1814 wurde er in alle seine früheren Würden wieder eingesetzt und zum Lieutenant-général und Befehlshaber von Lyon ernannt. Nach fruchtlosen Anstrengungen, bei Napoleons Rückkehr von Elba die königlichen Truppen in Gehorsamen erhalten, folgte er Ludwig XVIII. nach Belgien.
Nach der zweiten Restauration wurde er zum Mitglied der Deputiertenkammer gewählt, vom König aber wieder auf seinen Posten als Gouverneur von Lyon zurückversetzt. Er starb am 18. September 1823.